# Pachnobia laxa
Pachnobia laxa là một loài bướm đêm trong họ Noctuidae.